# Boros Ottó
Boros Ottó dr. (Békéscsaba, 1929. augusztus 5. – Szolnok, 1988. december 18.) kétszeres olimpiai bajnok vízilabdázó, edző, jogász.

## Sportolói pályafutása
Vasutas családba született, így került szüleivel Szolnokra. Az 1940-es évek elején, Szolnokon ismerkedett meg a vízilabdával. Budapesti és szolnoki egyesületekben vízilabdázott, kezdetben mezőnyjátékosként, majd kapusként. 1947-ben a Budapesti Előre, 1948-tól a Szolnoki Munkás TE játékosa. 1951-ben a Budapesti Dózsa kapusaként nyerte első országos bajnoki címét. 1952 és 1964 között a Szolnoki Dózsa kapusa. 1953 és 1964 között százegyszer volt magyar válogatott. 1964-ben fejezte be aktív pályafutását. 207 bajnoki mérkőzésen szerepelt.
1965-től 1988-ig a Szolnoki Vízügyi Dózsa utánpótláscsapatának edzője, majd a szakosztály vezetője lett. Haláláig a Magyar Olimpiai Bizottság tagja volt.
1950-ben belügyi állományba került. Elvégezte a rendőrség bűnügyi akadémiáját. 1974-ben Szegeden, a jogtudományi karon megszerezte a doktori címet. A Szolnok megyei rendőr-főkapitányság társadalmitulajdon-védő osztályának vezetőjeként, alezredesi rendfokozatból vonult szolgálati nyugállományba 1984-ben.
Sírhelye a szolnoki temetőben található. Sírján az olimpiai szimbólum, az ötkarika látható.

## Sporteredményei
- kétszeres olimpiai bajnok (1956, 1964)
- olimpiai 3. helyezett (1960)
- háromszoros Európa-bajnok (1954, 1958, 1962)
- főiskolai világbajnok (1951)
- hétszeres magyar bajnok (1951, 1954, 1957, 1958, 1959, 1961, 1964)

## Díjai, elismerései
- A Magyar Népköztársaság Érdemes Sportolója (1955)[1]
- Magyar Népköztársasági Sportérdemérem arany fokozata (1965)[2]